# Myrtle Bachelder
Myrtle Claire Bachelder (Orange, 13 de març de 1908 - Chicago, 22 de maig de 1997) va ser una química estatunidenca i oficial del Cos de Dones de l'Exèrcit, destacada per la feina secreta en el programa de la bomba atòmica del Projecte Manhattan i pel desenvolupament de tècniques en la química dels metalls.

## Infància i carrera
Bachelder va obtenir una llicenciatura en ciències de Middlebury College l'any 1930, de manera que tot seguit es va convertir en professora de ciències i entrenadora d'atletisme en una escola secundària en South Hadley (Massachusetts). També dugué a terme el mestratge en educació de la Universitat de Boston.

## Segona Guerra Mundial: la bomba atòmica
Durant la Segona Guerra Mundial, Bachelder es va allistar en el Cos de Dones de l'Exèrcit al novembre de 1942. Després de passar un temps entrenant en bases militars a diversos estats dels Estats Units, va rebre ordres d'assignar-la al Destacament de la Companyia 'D' WAC del Districte de Manhattan, Cos d'Enginyers de l'Exèrcit dels Estats Units. La seva missió secreta va consistir a dirigir un grup de 15 a 20 dones del WAC, destacades a Des Moines (Iowa), a Fort Sill (Oklahoma), i d'allí a Santa Fe (Nou Mèxic). Ella i les dones sota el seu comandament van arribar a Nou Mèxic el 21 d'octubre de 1943.[1] "Manhattan" era el nom en clau de la divisió militar especial dedicada al desenvolupament d'una arma atòmica. En el laboratori clandestí d'un lloc remot de Bachelder va ser responsable de l'anàlisi de l'espectroscòpia dels isòtops d'urani i el descobriment de tècniques per a la radiació X.[1] Com que l'isòtop d'urani-235 és fisible, mentre que l'isòtop d'urani-238 no ho és, el paper de Bachelder en el projecte va ser crucial: assegurava la puresa del material subcrític i, per tant, l'explosió nuclear, de la primera bomba atòmica mundial.[1]
Aquests mètodes es van fer servir durant la preparació del plutoni-239, el material fisible utilitzat en la construcció de la bomba atòmica per a la prova nuclear Trinity, el 16 de juliol de 1945. Es van fer servir mètodes anàlegs per a l'arma d'urani, el nom en codi del qual és "Little Boy", que va destruir Hiroshima (el Japó), el 6 d'agost de 1945, i per a la bomba de plutoni que va destruir Nagasaki (el Japó) el 9 d'agost de 1945, la qual cosa va conduir a la rendició japonesa. 

## Contribució en el desenvolupament de postguerra en energia nuclear
El desenllaç de la Segona Guerra Mundial va ser també l'inici d'una nova "Era Atòmica", en què va començar a explorar-se el potencial de l'energia nuclear en temps de pau. Bachelder va ser entre el grup de científics que es van oposar al projecte de llei May-Johnson d'octubre de 1945, un projecte de llei del Congrés proposat pel Comitè Interí, que hauria mantingut el control militar sobre la recerca nuclear. Al gener de 1947, la relativament feia poc formada Comissió d'Energia Atòmica va aprovar la desclassificació de 270 documents prèviament secrets. Aleshores també es va reconèixer la raresa i la importància dels assoliments de Bachelder com a dona en la ciència.

## Recerca científica i carrera posterior
Després de deixar l'exèrcit, Bachelder es va convertir en química investigadora a la Universitat de Chicago, on es va aconseguir la primera reacció nuclear autosostinguda, en 1942. El Premi Nobel James Franck havia estat director de la Divisió de Química del Laboratori Metal·lúrgic durant les primeres fases del Projecte Manhattan. Bachelder es va unir a l'Institut per a l'Estudi dels Metalls de la Universitat (rebatejat com a Institut James Franck en 1967) i va dur a terme més recerques en metaloquímica.

## Reflexions
Bachelder creia que el seu paper en el desenvolupament de la bomba atòmica, i el posterior ús d'armes atòmiques contra el Japó, s'havia justificat per a posar fi a la Segona Guerra Mundial i evitar una major pèrdua de vides que hauria implicat en territori estatunidenc la invasió i prolongació del conflicte amb el Japó.